# Santanachelys
Santanachelys gaffneyi
Genre
Espèce
Santanachelys forme un genre éteint de petites tortues marines de la super-famille des Chelonioidea.
Ce taxon a été inventé après la découverte de fossiles, à l'est du Brésil, datés de l'Albien (Crétacé inférieur), il y a approximativement 112 Ma, ce qui en faisait alors la plus ancienne espèce de tortues entièrement marines connue. Elle a été supplantée en 2015 par une nouvelle espèce, Desmatochelys padillai, décrite dans le Barrémien supérieur à Aptien inférieur de Colombie.
Une seule espèce est rattachée au genre : Santanachelys gaffneyi.
Ces fossiles nous donnent des informations précises sur l'évolution des Dermochelyoidea et des Chelonioidea.

## Découverte
Les fossiles ont été découverts dans la formation géologique très fossilifère de Santana. Ce site a fourni de nombreux autres fossiles de poissons et de tortues comme Araripemys et Cearachelys.
Un squelette presque complet et bien conservé de Santanachelys gaffneyi a été découvert. L'animal mesure 20 centimètres de long et sa carapace 14,5 centimètres. Cette tortue dispose de nageoire et d'os du crâne assez semblables à ceux des espèces actuelles. Les fentes inter-orbitales entre les yeux laissent penser qu'elle disposait de glandes d'excrétion du sel comme les tortues actuelles (voir osmorégulation), même si elle vivait dans un milieu lagunaire comme celui de Santana, c'est-à-dire un milieu partiellement marin.

## Taxinomie
Santanachelys gaffneyi a été inventé par le biologiste Ren Hirayama qui l'a classé dans la famille des Protostegidae qui contenait déjà une espèce du Crétacé d'Amérique du Nord, l’Archelon. Le nom du genre dérive du nom du site de la découverte. Le nom d'espèce est un hommage à Eugene Gaffney.

## Systématique
```
 --o 
Cryptodira

   :
   :
   `--o 
Chelonioidea
 les tortues marines
      |--o 
Cheloniidae

      `--o 
Dermochelyoidea

         |--o 
Dermochelyidae
 (
tortue luth
)
         `--o 
Protostegidae

            |--o 
†
 
Santanachelys
 (éteinte)
            `--o Protostegidae évoluée
               |--o 
Notochelone

               `--o Protostegidae évoluée
                  |--o 
Desmatochelys

                  `--o 
Protosteginae

                     |--o 
Chelosphargis
 (éteinte)
                     |--o 
Protostega

                     `--o 
Archelon
```